# Protyora wilsoni
Protyora wilsoni är en insektsart som beskrevs av Jennifer L. Hollis 1987. Protyora wilsoni ingår i släktet Protyora och familjen Carsidaridae. Inga underarter finns listade i Catalogue of Life.